# Citice
Citice (deutsch Zieditz) ist eine Gemeinde mit 875 Einwohnern in Tschechien. Sie liegt zwei Kilometer südwestlich von Sokolov an der Eger und gehört dem Okres Sokolov an.

## Geographie

### Geographische Lage
Der Ort befindet sich am nördlichen Fuße des Kaiserwaldes in 420 m ü. M., umgeben von Tagebaurestlöchern und Abraumhalden.

### Gemeindegliederung
Die Gemeinde Citice besteht aus den Ortsteilen Citice (Zieditz) und Hlavno (Kloben), die zugleich auch Katastralbezirke bilden.

### Nachbargemeinden
Nachbarorte sind Dolní Rychnov im Osten, Březová im Südosten, Tisová und Hlavno im Süden sowie Bukovany im Nordwesten.

## Geschichte
Der Ort wurde 1360 als Czyticz erstmals urkundlich erwähnt. Im Mittelalter gehörte das Gebiet zwei bedeutenden Oberpfälzer Adelsgeschlechtern, den Landgrafen von Leuchtenberg sowie den Nothafft, die deutsche Siedler ins Land holten.
Seit dem 19. Jahrhundert wurde hier verstärkt Braunkohle abgebaut. Nach 1918 betrieben die Wiener Kohlen-Industrie-Vereine zu Zieditz und Buckwa sowie die Zieditz-Haberspirker Kohlengewerkschaft in Zieditz Gruben, von denen die Dionysi-Laurenzi-Zeche die bekannteste war. 1872 wurde die Eisenbahn von Komotau nach Eger eingeweiht, von der in Zieditz umfangreiche Werkbahnanlagen abzweigten.
Nach dem Münchner Abkommen wurde der Ort dem Deutschen Reich zugeschlagen und gehörte bis 1945 zum Landkreis Falkenau an der Eger.

## Wappen
Beschreibung: Im in Grün und Schwarz geteilten Wappen ist oben ein goldenes beidseitig geflügeltes Rad und unten ein goldener kreuzgelegter Hammer und Schlägel.

## Kultur und Sehenswürdigkeiten
- Bergbaudenkmal, Monumentalrelief, um 1920 errichtet
- Kirche der Erhebung des Hl. Kreuzes, 1930 errichtet
- Gedenkstein für die Gefallenen beider Weltkriege
- Gedenkstein für die Gefallenen des Ersten Weltkrieges in Hlavno

## Söhne und Töchter des Ortes
- Erich Kühnhackl (* 1950), deutscher Eishockeyspieler